# 狂言の神
狂言の神（きょうげんのかみ）は、「無頼派」「新戯作派」の破滅型作家を代表する昭和初期の小説家、太宰治の短編小説。初出は「東陽」［1936（昭和11）年］。笠井一の死への経緯を語るところから始まるが、途中で、「私、太宰治ひとりの身の上だ」と語り出す、少し変わった形式の作品で、最後は「私はすかさず、筆を擱く」と、唐突に終わりへ向かう。太宰の鎌倉山での自殺未遂体験を素材とした作品。